# نیمتال
نیمتال (به آلمانی: Niemetal) یک شهر در آلمان است که در Dransfeld واقع شده‌است. نیمتال  ۱٬۷۱۷ نفر جمعیت دارد.